# Ciudadela de Rosas
La Ciudadela de Rosas es el recinto amurallado que antiguamente protegía la ciudad de Rosas (provincia de Gerona, Cataluña, España), fundada como una colonia griega con el nombre de Rode en el golfo de Rosas (el extremo nororiental de la costa española). A pesar de la similitud fonética, no está demostrada la identificación de ese nombre con el de la isla griega de Rodas, ni la condición de rodios de los griegos que fundaron esta colonia. Tampoco la época de su fundación, que las fuentes literarias sitúan en el siglo VIII a. C., mientras que las fuentes arqueológicas vinculan con la cercana Emporion (Ampurias) no antes del siglo V a. C. También el culto a Artemisa asocia a ambas colonias. No obstante, las dracmas acuñadas en Rode en torno al 400 a. C. (con la grafía ΡΟΔΗΤΩΝ) difieren de los de Emporion o Massalia (Marsella) y se asemejan a la tipología monetaria rodia.
Actualmente, lo que se puede apreciar desde el exterior es la reforma ordenada por el rey Carlos I en el año 1543, cuando visitó la ciudad, a fin de protegerla de ataques piratas y de los franceses. Es Bien de Interés Cultural desde 1961.

## Historia

### Época griega
Cuando transcurría el año de 333 a. C. llegaron al golfo de Rosas ocho naves de transporte cargadas de familias provenientes de la ciudad griega de Masalia (Marsella), que emigraron  para buscar un lugar adecuado para instalarse.
Según nos transmiten las evidencias históricas, esta colonia llegó a tener una gran importancia mercantil. Prueba de ello es la acuñación de monedas que aquí se llevaba a cabo. Estas monedas llevaban por una cara una rosa, y por la inversa la cabeza de la ninfa Aretusa, junto con la leyenda "rodeton".
El repentino cese de la acuñación y del trabajo en los talleres de cerámica son evidencia de un abandono del barrio helenístico. 
Los griegos llevaron a la zona diversas tecnologías, como tejer cestas, hacer sogas y construir molinos de piedra para moler cereales. También llevaron su religión y sus costumbres, así como la moneda.

### Época romana
En el año 216 a. C. llegaron por mar cerca de setenta barcos con 1800 caballos y 36.000 infantes. Iban bajo el mando de Cneo Cornelio Escipión Calvo. Desembarcaron en la zona en son de paz, ya que reconocieron las leyes, los derechos y las libertades de los indígenas. 
Pero con el tiempo dejaron de estar en paz. Cuando en el año 195 a. C. desembarcaron en el Ampurdán 25 galeras al mando de Marco Porcio Catón (Catón el Viejo) para derrotar a los cartagineses, los nativos de la zona se unieron a las fuerzas enemigas en la llamada batalla de Rhode. La plaza cayó en julio después de tres meses de asedio. Catón saqueó la ciudad y luego combatió contra cartagineses e indígenas, quienes perdieron ante el ejército romano, compuesto aparentemente por 17.500 combatientes que causaron, según nos transmite la historia, unas 40.000 bajas enemigas.
Después de esta guerra vino una época de prosperidad en la ciudad de Rosas. El comercio floreció considerablemente convirtiéndose en una de las cinco poblaciones mayores del distrito ampurdanés.
Existía una magnífica plaza con una estatua de un caballero rosense. En esta plaza se situaba el templo de la diosa Minerva. Según un plano de Claudio Ptolomeo en las montañas se encontraba el templo de Venus. Rosas obtuvo el título de municipio durante la segunda mitad del siglo I d. C. Lo cual constituye una señal de su esplendor en aquella época. 
En la zona se desarrolló la industria de la cerámica. También había villas agrícolas en el campo, que eran autosuficientes y que producían vino, aceite y cereales, y tenían vacas, cerdos y rebaños de ovejas. Además se desarrolló en la ciudad la salazón de pescado.

### Edad Media
A principios de la Edad Media, pasó de unas manos a otras. Fue ocupada primero por los visigodos, que fundaron el Castrum o Ciutadella visigoda. Luego, por un corto periodo de tiempo, por los árabes. Posteriormente perteneció al Reino de Aragón, momento en el que se fundó el Monasterio de Santa María de Rosas.

### Ciudadela delsigloXVI
La villa tomó importancia como centro comercial, dadas las favorables condiciones que tiene la bahía, convirtiéndose también en un objetivo militar a defender de piratas sarracenos y franceses, lo que dio lugar a la construcción de la ciudadela de Rosas, fortificación del siglo XVI mandada realizar por el rey Carlos I, el año 1552, siendo sitiada, modificada, reformada y arreglada en sucesivas ocasiones (1645–1659, 1794–1795), hasta la invasión napoleónica (Guerra de la Independencia, 1808–1814), a cuya finalización el ejército francés dejó la ciudadela inutilizable para fines militares.
La importancia económica y estratégica que había conseguido explica que el pueblo fuera fortificado, en 1402, para protegerse de los ataques piratas por el mar y de invasiones francesas por tierra, constantes siempre en su historia. La primera de estas invasiones fue la creada contra la Corona de Aragón en 1285. El ejército francés ocupó la población y empezó a invadir el Ampurdán hasta llegar más tarde a Gerona. Los invasores fueron derrotados más tarde por Roger de Lauria. Este ocupó Rosas después de haber sido incendiada por los franceses.
En relación con el término «ciudadela», utilizado habitualmente para referirse a esta fortaleza, que ha desplazado al más popular de «murallas», cabe decir que es de origen relativamente reciente, como ha demostrado el historiador Pablo de la Fuente. En concreto, el término provendría de una total incomprensión de la historia urbana de la villa por parte de los ingenieros franceses del siglo XVII y XVIII, quienes al observar una fortaleza al lado de una población le aplicaron este término. No se debe olvidar que cuando se construyó la plaza fuerte -este sería el nombre correcto- de Rosas, el área urbana de la misma se encontraba incluida en su interior y no fue hasta su total destrucción, durante la Guerra dels Segadors, cuando se produjo el nacimiento del actual casco urbano.

## Actualidad

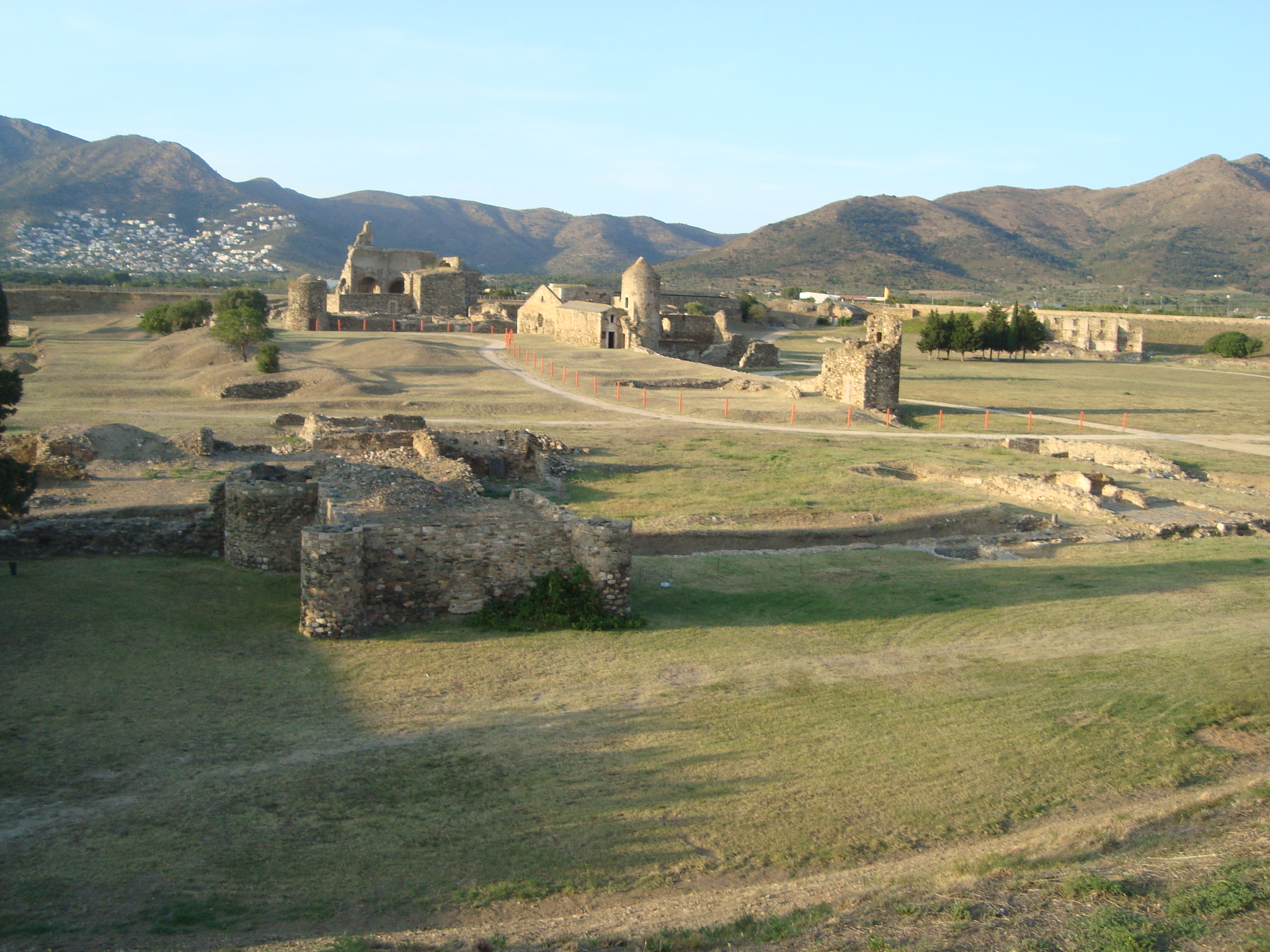
Vista del interior de la Ciudadela.

Después de estar durante muchos años cerrado, prácticamente abandonado y a merced de los saqueadores, el recinto amurallado y los restos arqueológicos que contiene fueron abiertos al público en 1991, convirtiéndose desde 2004 en el Museo de la Ciudadela de Rosas, impulsado por la Generalidad de Cataluña, la Diputación de Gerona y el Ayuntamiento de Rosas. Este último gestiona el conjunto en el marco de un importante programa de recuperación del patrimonio arqueológico del municipio a través de la "Fundación Rosas Historia y Naturaleza", creada en 2002. El museo está dividido en tres ámbitos diferenciados: recinto, sala museo, sala de exposiciones y vestíbulo central, donde se han incluido los espacios destinados a servicios, cafetería, tienda, recepción y atención al visitante. En el museo se pueden ver gran variedad de objetos de la vida de la ciudadela en la antigüedad y la Edad Media. Además del museo, es posible visitar las ruinas de las edificaciones realizadas en ella durante las diferentes épocas de su historia. Si se va a la villa es realmente obligatoria la visita a este gran yacimiento de historia.
El conjunto de la "ciudadela" se encuentra afectado por las disposiciones españolas de protección del patrimonio histórico de 1949 y 1961, y catalogado como Bien Cultural de Interés Nacional a efectos de la ley del Patrimonio Cultural catalán de 1993. El yacimiento de Rhode, en especial, y más adelante también la villa medieval, han sido objeto de repetidas campañas arqueológicas. A pesar de aquellos primeros reconocimientos, ni la dictadura franquista ni, inicialmente, el nuevo régimen democrático se interesaron por un programa serio de recuperación. Hasta 1982 el ayuntamiento de Rosas no pudo adquirir los últimos terrenos de propiedad privada, en un proceso que se había iniciado, por cesión del estado Español, en 1923. El conjunto monumental ha sido objeto de una verdadera reconstrucción, que ha destruido parte de sus restos, especialmente la zona del baluarte de Santiago y la muralla de levante, realizada con escaso criterio histórico y arquitectónico.